# Charkheh Bayān
Charkheh Bayān (persiska: چرخه بيان, چَرخِۀ بَيان, چَرخِه بِيان) är en ort i Iran.   Den ligger i provinsen Kurdistan, i den nordvästra delen av landet, 400 km väster om huvudstaden Teheran. Charkheh Bayān ligger 1 941 meter över havet och antalet invånare är 137.
Terrängen runt Charkheh Bayān är platt åt sydost, men åt nordväst är den kuperad. Terrängen runt Charkheh Bayān sluttar österut.Runt Charkheh Bayān är det ganska tätbefolkat, med 58 invånare per kvadratkilometer. Närmaste större samhälle är Ālī Pīnak, 6,8 km norr om Charkheh Bayān. Trakten runt Charkheh Bayān består i huvudsak av gräsmarker.